# Teatro Regional Lucho Gatica
El Teatro Regional Lucho Gatica (anteriormente conocido como Teatro Regional de Rancagua) es un teatro de artes escénicas ubicado en Rancagua. Hasta su construcción en 2013, era la única capital regional chilena que no contaba con un edificio de este tipo.

## Características
El teatro está ubicado a un costado de la Casa de la Cultura de Rancagua, en la Avenida Millán, y consta de 3.852 m², con una capacidad para 728 personas y un escenario de 195 m².

## Historia

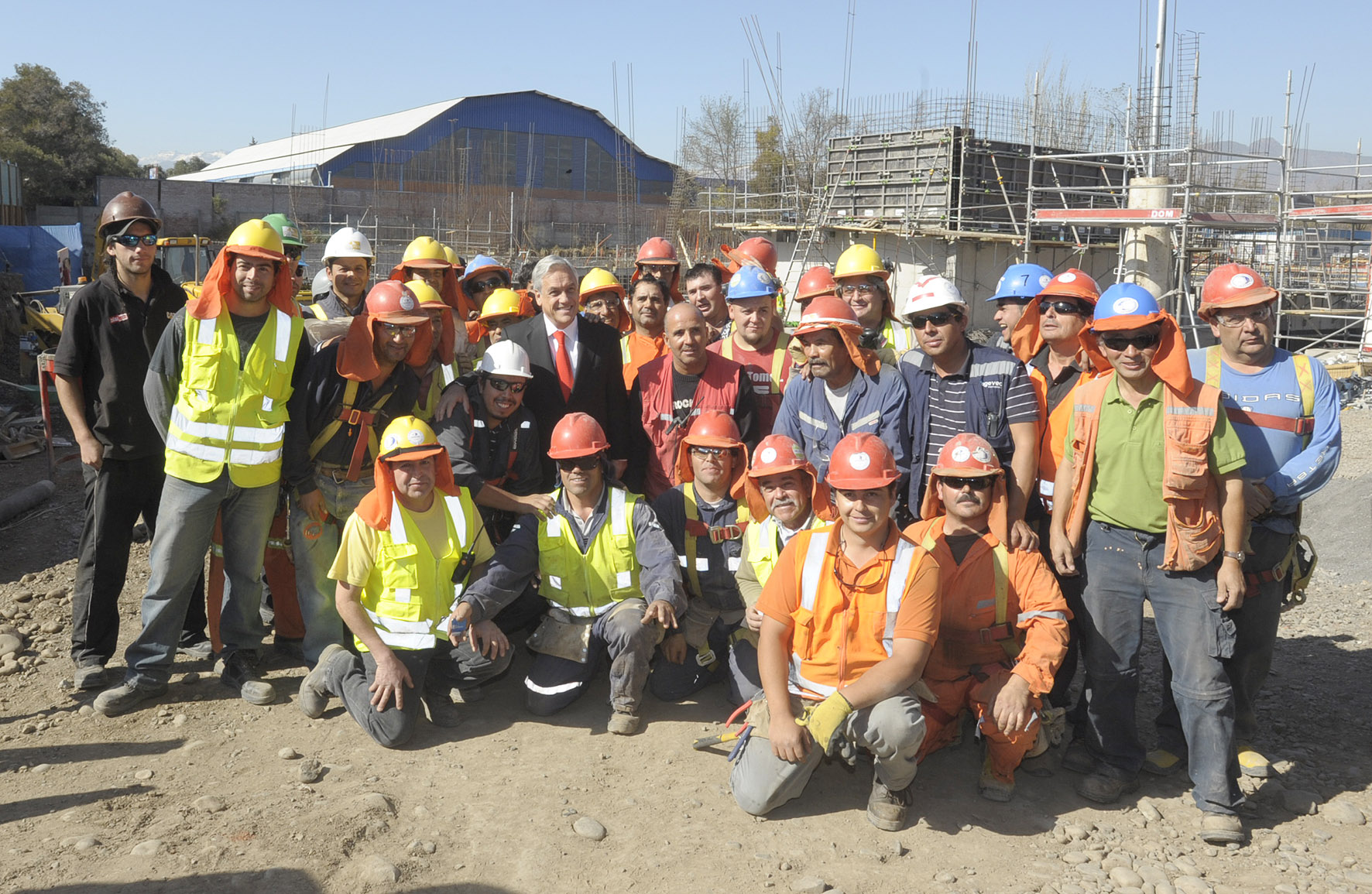
Sebastián Piñera visitando las obras de construcción del teatro, en mayo de 2012.

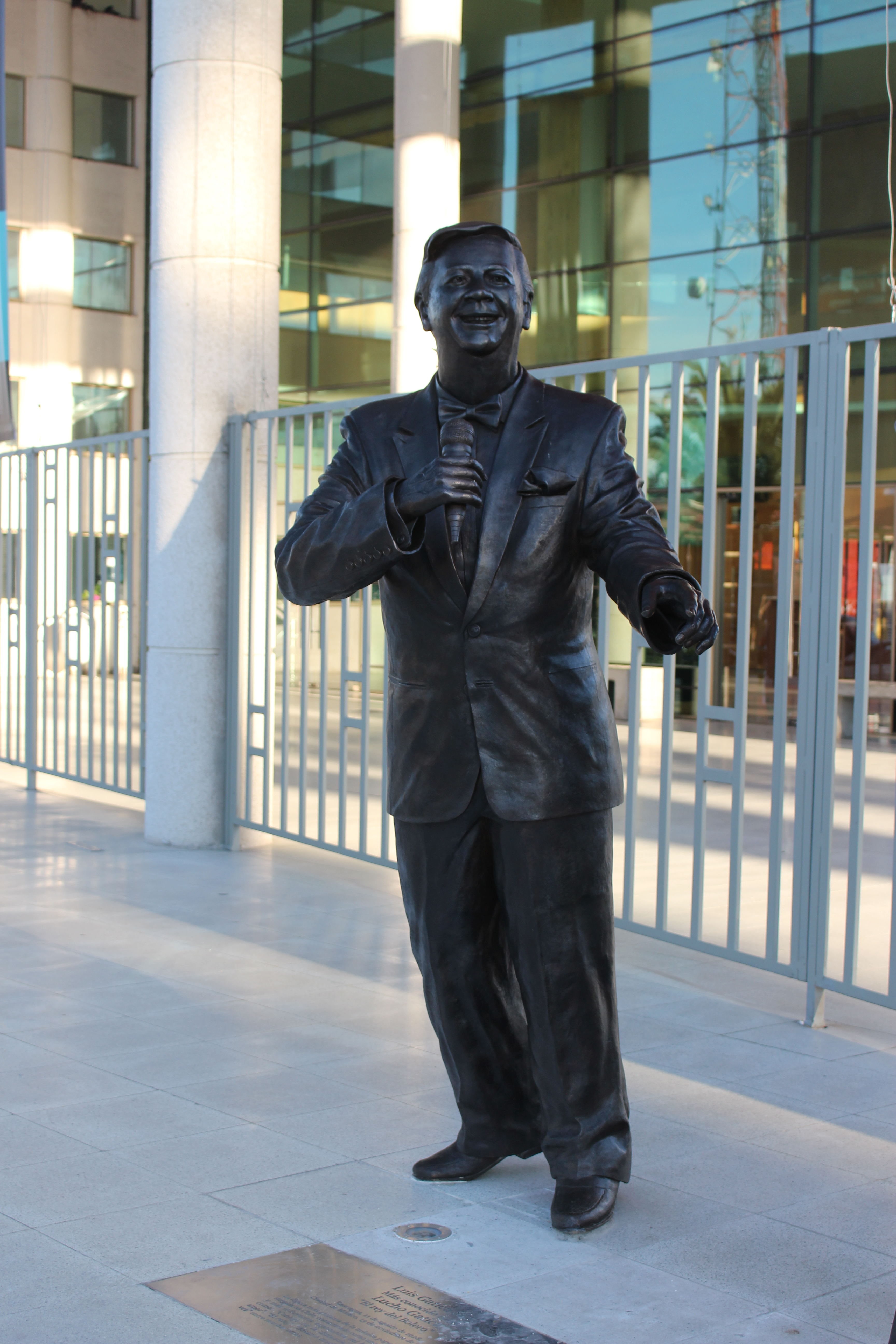
Estatua de Lucho Gatica instalada en las afueras del teatro.

El 20 de junio de 2007, el Consejo Regional de O'Higgins (CORE), aprobó el estudio del diseño del edificio, presupuesto consistente en 97 millones de pesos. El, en ese entonces, alcalde de Rancagua Carlos Arellano Baeza calificó la decisión de «histórica», por ser «un anhelo largamente esperado por la población». El proyecto fue desarrollado entre 2008 y 2009 por los arquitectos Juan Pablo Araya Muñoz y Leonel Sandoval Huth, de la consultora Atelier.
Entre 2009 y 2010 el proyecto estuvo paralizado, debido a que el presupuesto del Gobierno Regional (GORE) tuvo que cubrir planes de empleo no previstos. Sólo el 11 de enero de 2011 el CORE aprobó los recursos para la construcción del teatro.
La primera piedra del edificio fue colocada el 16 de enero de 2012. A comienzos de mayo de 2013 las obras mayores estaban finalizadas, y el teatro fue inaugurado el 18 de julio de 2013, con la presencia del presidente Sebastián Piñera.
En agosto de 2018, con el motivo del cumpleaños número 90 del cantante nacido en Rancagua Lucho Gatica, se descubrieron unas esculturas de él y de su hermano Arturo Gatica, también cantante. Después del fallecimiento de Lucho a fines del 2018, el concejo municipal de la ciudad decidió renombrar al teatro en su nombre en agosto de 2019.

### Controversia
A fines de 2016, Marcelo Vidal dimitió de su cargo de director artístico del Teatro Regional de Rancagua —por presiones del alcalde Eduardo Soto— debido a diversas situaciones contables irregulares detectadas mediante una auditoría independiente solicitada por la Municipalidad de Rancagua y los miembros del Concejo Municipal. Esta situación, y las denuncias presentadas en el Ministerio Público y en la Contraloría General de la República por el Gobierno Regional de O'Higgins, el exfuncionario Marcelo Vidal, el Consejo de Defensa del Estado y concejales de la zona en contra de la Municipalidad de Rancagua y del Teatro Regional de Rancagua fueron el inicio de un escándalo cuyo principal involucrado y presunto responsable fue el alcalde de Rancagua Eduardo Soto, quien meses antes había sido reelecto.
A fines de 2017, un informe y auditoría de la Contraloría General de la República, constató las negligencias contables del Teatro Regional de Rancagua, antecedentes que fueron remitidos al Ministerio Público.